# Orchesia medioflava
Orchesia medioflava là một loài bọ cánh cứng trong họ Melandryidae. Loài này được Lea miêu tả khoa học năm 1920.